# Astarinski rajon
Astarinski rajon (azerski: Astara rayonu) je jedan od 66 azerbajdžanskih rajona. Astarinski rajon je najjužniji azerbajdžanski rajon. Astarinski rajon se nalazi na zapadnoj obali Kaspijskog jezera te graniči s Iranom. Središte rajona je Astara. Površina Astarinskog rajona iznosi 620 km². Astarinski rajon je prema popisu stanovništva iz 2009. imao 96.230 stanovnika, od čega su 47.752 muškarci, a 48.478 žene.
Astarinski rajon se sastoji od 15 predstavništava i 49 općina.